# Dijon Challenger 1988
Il Dijon Challenger 1988 è stato un torneo di tennis facente parte della categoria ATP Challenger Series nell'ambito dell'ATP Challenger Series 1988. Il torneo si è giocato a Digione in Francia dal 6 al 12 giugno 1988 su campi in sintetico.

## Vincitori

### Singolare
Ronnie Båthman ha battuto in finale  Tobias Svantesson con il punteggio di 7–6, 6–1

### Doppio
Howard Endelman /  Gavin Pfitzner hanno battuto in finale  Mihnea-Ion Nastase /  Fernando Pérez Pascal con il punteggio di 7–6, 6–7, 6–4